# Aphytis erythraeus
Aphytis erythraeus är en stekelart som först beskrevs av Filippo Silvestri 1915.  Aphytis erythraeus ingår i släktet Aphytis och familjen växtlussteklar. Inga underarter finns listade i Catalogue of Life.